# Ernesto Federico de Hesse-Philippsthal-Barchfeld
Ernesto de Hesse-Philippsthal-Barchfeld (28 de enero de 1789, Barchfeld-19 de abril de 1850, Schloss Augustenau, Herleshausen) fue un noble alemán y General de Caballería ruso.

## Biografía
Ernesto de Hesse-Filipsthal-Barchfeld nació el 28 de enero de 1789 en Barchfeld en Turingia (Alemania), como hijo del Landgrave Adolfo (1742-1803) por su matrimonio con la Princesa Luisa de Sajonia-Meiningen (1752-1805).
Cuando su patria fue invadida por los franceses, huyó a Rusia y fue admitido en el servicio ruso como teniente coronel en el 6º Regimiento de Cazadores el 29 de mayo de 1808.
El 23 de octubre de 1811, Hesse-Filipstal-Barchfeld fue licenciado del servicio por razones de salud pero fue readmitido el 23 de junio de 1812 con la promoción a coronel y nombrado para la caballería. Participó en la Guerra Patriótica de 1812 para la liberación de Europa de Napoleón. Fue gravemente herido el 29 de agosto de 1812 en la batalla de Borodino cuando su pierna fue arrancada por una bala de cañón.
El 22 de agosto de 1826 fue promovido a teniente general.
El 9 de septiembre de 1836, a petición propia, fue liberado del servicio con el rango de general de caballería y con el derecho a llevar el uniforme; además, como signo de favor especial del zar Nicolás I, le fue concedida la Orden de San Alejandro Nevski por excelente servicio.
Viajó a Gran Bretaña, donde su prima, la reina Adelaida de Sajonia-Meiningen, le apoyó en su búsqueda de un buen artesano para su pierna artificial. Ernesto de Hesse se convirtió en Caballero Honorario Gran Cruz de la Orden del Baño y tras la muerte de Guillermo IV, estuvo presente en la coronación de la reina Victoria.  
Ernesto de Hesse-Philipsthal-Barchfeld murió el 19 de abril de 1850 en Herleshausen.